# PHP-Nuke
PHP-Nuke est un logiciel de gestion de contenu écrit en PHP et fonctionnant sous MySQL et Apache HTTP Server.
Le logiciel est distribué selon les termes de la licence GNU GPL. Jusqu'à la version 7.6, il était disponible gratuitement. La version 8.1 fut une tentative de rendre le logiciel payant (12 dollars US), la 8.2 quant à elle redevint gratuite.
Le site phpnuke.org n'existe plus, le logiciel a donc été abandonné.